# Tajik League 2020
De Tajik League 2020 is het 29e seizoen van het voetbalkampioenschap van Tadzjikistan (Ligai olii Toçikiston).
Het hoogste niveau bestaat uit tien voetbalclubs en er wordt gevoetbald van het voorjaar tot en met het najaar. Titelhouder van vorige seizoen is Istiqlol Dushanbe.
Op 27 maart 2020 heeft Ligai olii Toçikiston (Tadzjiekse voetbalbond) besloten om stoppen met voetbalcompetitie gevolg van Coronapandemie, maar later, op 8 juni 2020 werd besloten om competitie toch af te spelen.

## Teams
| Team              | Locatie         | Stadion                           | Capaciteit |
| ----------------- | --------------- | --------------------------------- | ---------- |
| CSKA Pamir        | Dushanbe        | CSKA Stadium                      | 7,000      |
| Dushanbe-83       | Dushanbe        |                                   |            |
| Fayzkand          | Kulob           | Markazii Kulob Stadium            |            |
| Istaravshan       | Istaravshan     | Istaravshan Sports Complex        | 20,000     |
| Istiqlol Dushanbe | Dushanbe        | Markazii Tojikiston Stadium       | 24,000     |
| Khatlon           | Bokhtar         | Markazii Bokhtar Stadium          | 10,000     |
| Khujand           | Khujand         | Bistsolagii Istiqloliyati Stadium | 20,000     |
| Kuktosh Rudaki    | Rudaki District | Rudaki Stadium                    |            |
| Lokomotiv-Pamir   | Dushanbe        | Lokomotiv Stadium                 |            |
| Regar-TadAZ       | Tursunzoda      | TALCO Arena                       | 20,000     |

## Stand
| Pos | Team                  | Wed | W  | G | V  | Ptn | DV | DT | +/− | Kwalificatie of degradatie                            |
| --- | --------------------- | --- | -- | - | -- | --- | -- | -- | --- | ----------------------------------------------------- |
| 1   | Istiqlol Dushanbe (C) | 18  | 14 | 3 | 1  | 45  | 61 | 11 | +50 | kwalifcatie voor groepsfase AFC Champions League 2021 |
| 2   | Khujand               | 18  | 11 | 2 | 5  | 35  | 30 | 23 | +7  | kwalifcatie voor groepsfase AFC Champions League 2021 |
| 3   | CSKA Pamir            | 18  | 8  | 5 | 5  | 29  | 29 | 25 | +4  |                                                       |
| 4   | Kuktosh               | 18  | 7  | 7 | 4  | 28  | 30 | 24 | +6  |                                                       |
| 5   | Khatlon               | 18  | 6  | 8 | 4  | 26  | 27 | 24 | +3  |                                                       |
| 6   | Dushanbe-83           | 18  | 5  | 5 | 8  | 20  | 20 | 29 | −9  |                                                       |
| 7   | Fayzkand              | 18  | 4  | 7 | 7  | 19  | 17 | 31 | −14 |                                                       |
| 8   | Istaravshan           | 18  | 4  | 5 | 9  | 17  | 29 | 38 | −9  |                                                       |
| 9   | Lokomotiv-Pamir (R)   | 18  | 3  | 5 | 10 | 14  | 14 | 26 | −12 | Degradatie naar Tajik First Division 2021             |
| 10  | Regar-TadAZ (R)       | 18  | 3  | 3 | 12 | 12  | 21 | 47 | −26 | Degradatie naar Tajik First Division 2021             |

## Resultaten

### Ronde 1-18
| Thuis \ Uit       | CPD | D83 | FAY | ISA | IST | KHA | KJD | KUK | LOK | RZD |
| ----------------- | --- | --- | --- | --- | --- | --- | --- | --- | --- | --- |
| CSKA Pamir        | —   | 3–1 | 1–1 | 1–1 | 1–0 | 2–1 | 1–3 | 1–5 | 3–1 | 3–1 |
| Dushanbe-83       | 2–1 | —   | 0–0 | 3–3 | 1–2 | 1–1 | 1–2 | 2–1 | 1–0 | 3–0 |
| Fayzkand          | 1–1 | 1–1 | —   | 2–1 | 0–4 | 2–1 | 0–3 | 0–0 | 1–0 | 3–2 |
| Istaravshan       | 1–2 | 2–0 | 5–2 | —   | 1–2 | 1–1 | 1–2 | 0–3 | 2–0 | 4–0 |
| Istiqlol Dushanbe | 2–0 | 7–0 | 3–0 | 8–0 | —   | 2–2 | 4–0 | 6–1 | 1–0 | 6–1 |
| Khatlon           | 0–0 | 1–0 | 1–1 | 2–1 | 1–1 | —   | 2–3 | 2–1 | 0–0 | 4–2 |
| Khujand           | 1–2 | 1–0 | 2–0 | 2–1 | 1–3 | 2–3 | —   | 1–2 | 0–0 | 2–1 |
| Kuktosh           | 0–0 | 2–2 | 3–1 | 2–2 | 1–1 | 2–1 | 1–1 | —   | 1–0 | 0–0 |
| Lokomotiv-Pamir   | 3–2 | 1–0 | 2–2 | 2–2 | 0–3 | 2–3 | 0–2 | 2–1 | —   | 1–2 |
| Regar-TadAZ       | 1–5 | 1–2 | 1–0 | 4–1 | 1–6 | 1–1 | 1–2 | 2–4 | 0–0 | —   |

## Topscores
| Rank | Speler               | Club                | Doelpunten |
| ---- | -------------------- | ------------------- | ---------- |
| 1    | Ilhomjon Barotov     | Istaravshan         | 18         |
| 2    | Manuchekhr Dzhalilov | Istiqlol Dushanbe   | 16         |
| 3    | Alisher Dzhalilov    | Istiqlol Dushanbe   | 12         |
| 4    | Sheriddin Boboev     | Istiqlol Dushanbe   | 10         |
| 5    | Rustam Soirov        | Istiqlol Dushanbe   | 8          |
| 5    | Dilshod Bozorov      | Khujand             | 8          |
| 7    | Shodibek Gafforov    | CSKA Pamir Dushanbe | 7          |
| 7    | Shervoni Mabatshoev  | CSKA Pamir Dushanbe | 7          |
| 7    | Parviz Baki-Akhunov  | Khatlon             | 7          |
| 10   | Elchibek Rashidbekov | Dushanbe-83         | 6          |

### Hattricks
| Speler               | Voor              | Tegen           | Resultaat | Datum             |
| -------------------- | ----------------- | --------------- | --------- | ----------------- |
| Manuchekhr Dzhalilov | Istiqlol Dushanbe | Dushanbe-83     | 7-0       | 8 April 2020      |
| Rustam Soirov        | Istiqlol Dushanbe | Kuktosh         | 6-1       | 25 April 2020     |
| Khudoidod Uzokov     | Khatlon           | Lokomotiv-Pamir | 3-2       | 26 April 2020     |
| Sheriddin Boboev4    | Istiqlol Dushanbe | Regar-TadAZ     | 6-1       | 8 September 2020  |
| Ilhomjon Barotov5    | Istaravshan       | Fayzkand        | 5-2       | 29 September 2020 |

- 4 Speler heeft vier doelpunten gescoord
- 5 Speler heeft vijf doelpunten gescoord

1992 · 1993 · 1994 · 1995 · 1996 · 1997 · 1998 · 1999 · 2000 · 2001 · 2002 · 2003 · 2004 · 2005 · 2006 · 2007 · 2008 · 2009 · 2010 · 2011 · 2012 · 2013 · 2014 · 2015 · 2016 · 2017 · 2018 · 2019 · 2020 · 2021 · 2022 · 2023 · 2024 · 2025
Chatlon · 
Choedzjand ·
CSKA Pomir · 
Doesjanbe-83 · 
Fajzdjand · 
Istaravshan · 
Istiklol · 
Koektosj Rudaki · 
Lokomotiv Pomir · 
Regar-TadAZ